# Masaru Kato
Masaru Kato (加藤 大 Katō Masaru?, Fukuoka, 7 de mayo de 1991) es un futbolista japonés que juega como centrocampista en el V-Varen Nagasaki de la J2 League.

## Trayectoria

### Clubes
| Club                      | País  | Año       |
| ------------------------- | ----- | --------- |
| Albirex Niigata           | Japón | 2010-2020 |
| Ehime FC (cedido)         | Japón | 2012-2013 |
| Avispa Fukuoka (cedido)   | Japón | 2019      |
| V-Varen Nagasaki (cedido) | Japón | 2020      |
| V-Varen Nagasaki          | Japón | 2021-     |